# Cube Map (Computergrafik)

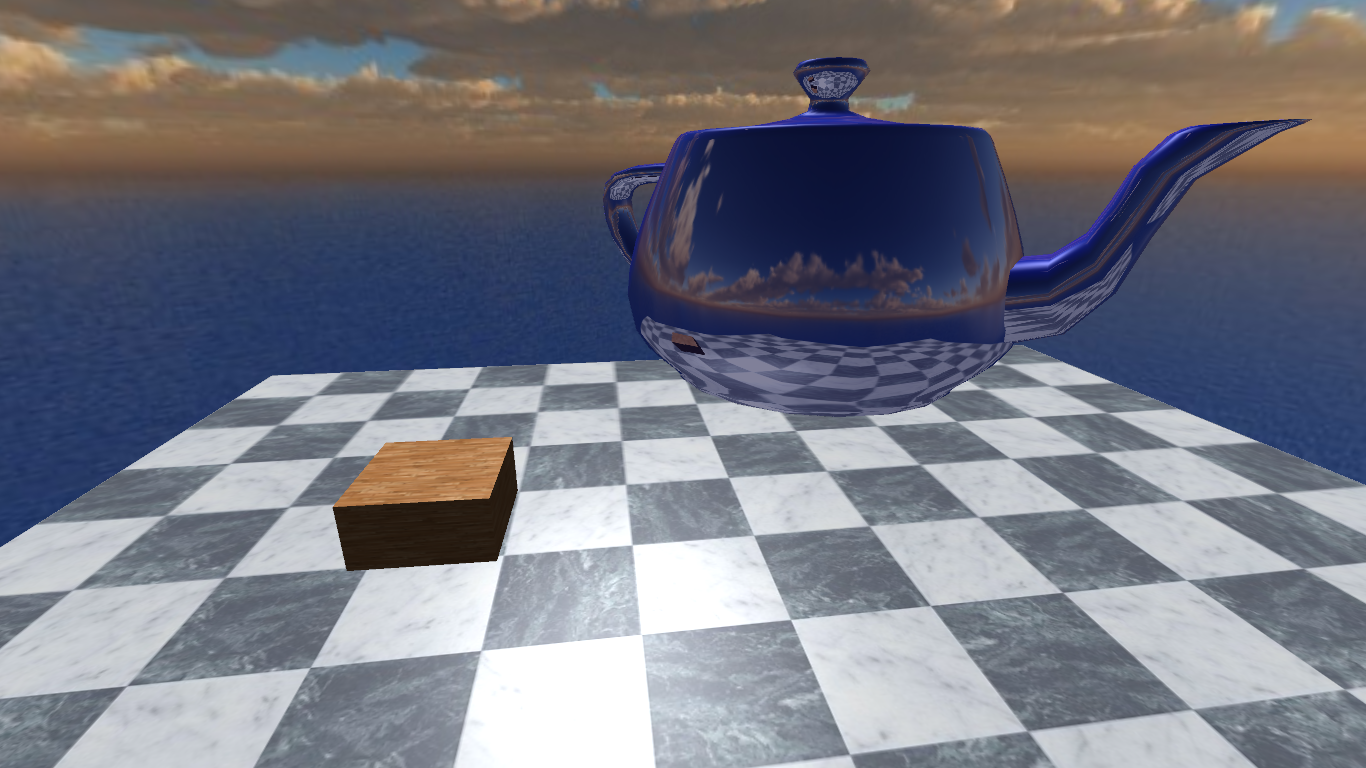
Beispiel einer Cube Map Projektion auf einem Utah teapot

Cube Maps stellen eine einfache und häufige angewandte Technik im Bereich der 3D-Computergrafik dar um Reflexionen zu imitieren. Ähnlich einer Skybox wird aus mehreren statischen und meist recht niedrig aufgelösten Texturen ein virtueller Würfel generiert. In Abhängigkeit des Blickwinkels der Kamera bewegt sich dieser mit. Der Inhalt des Würfels wird auf die spiegelnde Fläche gelegt. Es erscheint die Illusion einer Reflexion.